# Chiesa di Santa Maria a Spedalino Asnelli
La chiesa di Santa Maria Assunta si trova in località Spedalino Asnelli, nel comune di Agliana.

## Storia e descrizione
La piccola chiesa era annessa all'ospedale fondato nel 1162 da un certo  Osnello o Asnello Taviani, frate converso della Abbazia di San Salvatore in Agna (dei Benedettini): probabilmente un nobile che attirò consistenti lasciti testamentari e non compare più nel 1099. Questa istituzione ebbe notevole fortuna nel Medioevo, contando anche una seconda sede a Pisa che divenne autonoma verso il 1260.L'ospedale fu unito nel 1380 al monastero dei Benedettini Olivetani e chiesa di San Benedetto (Pistoia), di cui si stava avviando la costruzione.
I fabbricati dell'antico ospedale, disposti intorno alla chiesa, sono ancora riconoscibili nonostante le numerose trasformazioni.
Nell'architettura della chiesa sono individuabili tracce dell'influenza del romanico pisano, città con la quale l'istituzione ebbe continui rapporti. Nella facciata, in corrispondenza di due stemmi lapidei posteriori, sono ancora visibili tracce dell'originaria decorazione a losanghe, tipica dell'ambito pisano.
A Pisa rimanda anche la decorazione con bacini ceramici del timpano, integrati e sostituiti in epoca moderna